# Louis Lamothe
Pour les articles homonymes, voir Lamothe.
Louis Lamothe né à Lyon le 23 avril 1822 et mort à Paris le 15 décembre 1869 est un peintre français.

## Biographie
Louis Lamothe entre à l'École des beaux-arts de Paris en 1839 dans l'atelier d'Hippolyte Flandrin (1809-1864), dont il est devenu le collaborateur pendant 19 ans : il a ainsi participé à ses côtés à la décoration intérieure de l'église Saint-Vincent-de-Paul à Paris en y réalisant en 1855 les figures de Saint Christophe et de Sainte Pélagie,.
Élève et influencé par Jean Auguste Dominique Ingres (1780-1867)[réf. nécessaire], on connaît de lui quelques toiles comme L'Invention du dessin, exposée au Salon de 1865 (Montauban, musée Ingres-Bourdelle) et un Autoportrait (musée des Beaux-Arts de Lyon).
Louis Lamothe a surtout travaillé comme illustrateur de la tradition chrétienne pour des décorations d'édifices religieux, réalisant des peintures murales dans la basilique Saint-Martin d'Ainay de Lyon, dans l'église Saint-Ignace de Paris où il peint la figure de Saint-François-Xavier. Il dessine les cartons de vitraux (les Prophètes) pour la basilique Sainte-Clotilde à Paris où il a peint aussi un retable.
Louis Lamothe enseigne à l'École des beaux-arts de Paris.

## Œuvres dans les collections publiques
- Paris, École nationale supérieure des beaux-arts : Étude de prophète et de jeune sainte[6], sanguine et graphite sur calque contrecollé, mise au carreau au graphite et à la sanguine. 33,2 × 17,3 cm. Ce dessin s'inscrit dans la production d'inspiration religieuse de Lamothe et correspond sans aucun doute à un projet pour une peinture murale ou un vitrail dans une église. Il témoigne de la méthode et des pratiques enseignées par Ingres et Flandrin[7].

## Élèves
- Edgar Degas
- Jules-Élie Delaunay
- Louis Félix Guesnet
- Henri Lerolle
- Henri Regnault (1843-1871), élève de 1861 à 1863
- Émile Regnault de Maulmain
- Charles-Emmanuel Serret
- James Tissot, de 1856 à 1859.